# 大和小泉駅

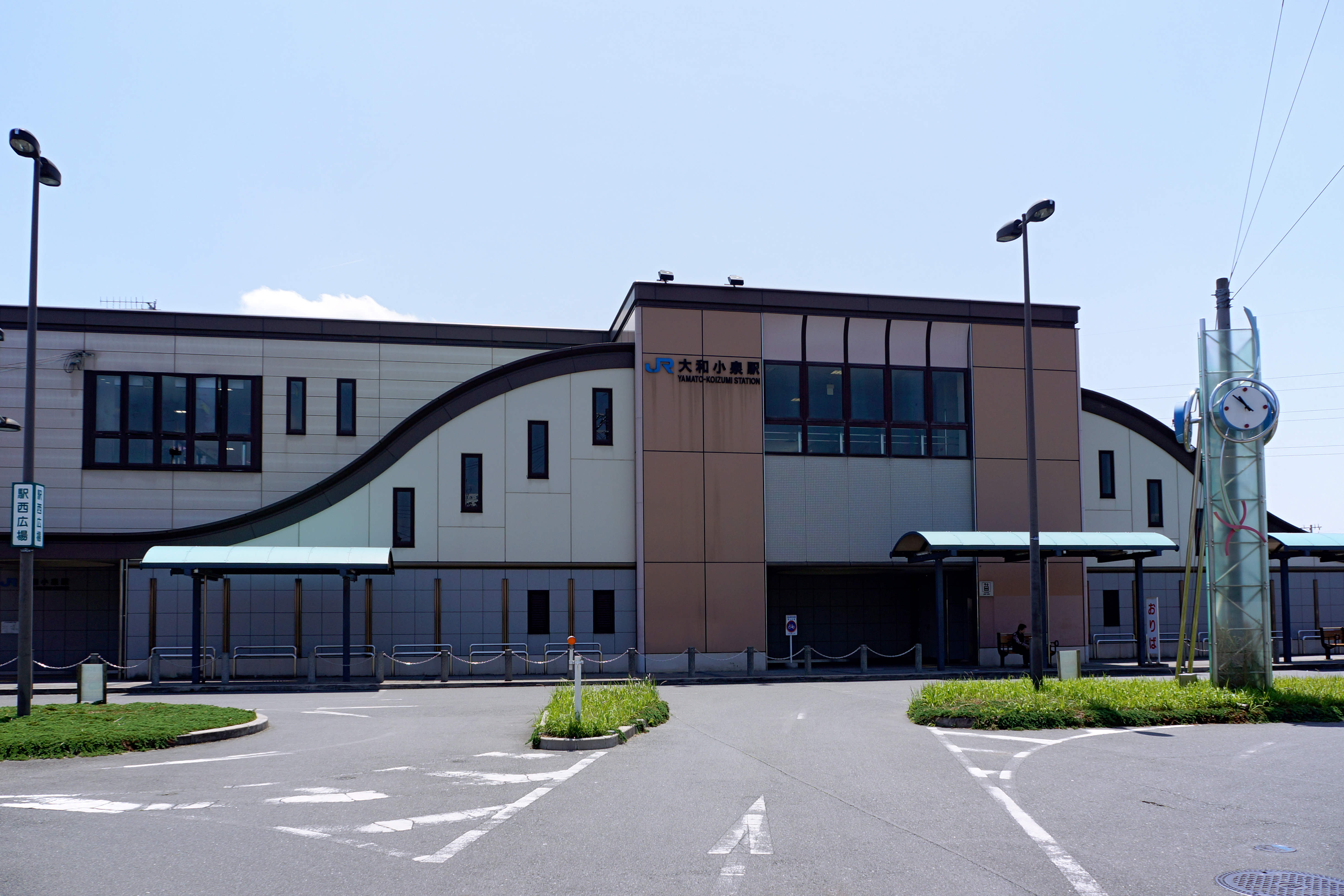
西口（2013年5月）

大和小泉駅（やまとこいずみえき）は、奈良県大和郡山市小泉町にある、西日本旅客鉄道（JR西日本）関西本線の駅である。駅番号はJR-Q33。「大和路線」の愛称区間に含まれている。

## 歴史
- 1920年（大正9年）8月25日：鉄道省関西本線の駅（一般駅）として、郡山駅 - 法隆寺駅間に新設開業[3]。
- 1961年（昭和36年）2月1日：貨物の営業が廃止され、旅客駅となる[2]。
- 1984年（昭和59年）2月1日：荷物扱い廃止[2]。
- 1987年（昭和62年）4月1日：国鉄分割民営化に伴い、西日本旅客鉄道（JR西日本）の駅となる[2]。
- 1988年（昭和63年）3月13日：路線愛称の制定により、「大和路線」の愛称を使用開始。
- 1998年（平成10年）7月30日：自動改札機を設置し、供用開始[4]。
- 2001年（平成13年）
  - 3月3日：橋上駅舎が仮開業[5]。
  - 7月：自由通路が完成[6]。
- 2003年（平成15年）11月1日：ICカード「ICOCA」の利用が可能となる[7]。
- 2009年（平成21年）10月4日：大阪環状・大和路線運行管理システム導入。
- 2018年（平成30年）3月17日：駅ナンバリングが導入され、使用を開始。
- 2020年（令和2年）
  - 2月29日：この日をもってみどりの窓口が営業を終了[8]。
  - 3月1日：みどりの券売機プラスの利用を開始[8]。
- 2024年（令和6年）3月16日：ダイヤ改正に伴い、新設される通勤特急「らくラクやまと」の停車駅となる[9]。

## 駅構造
相対式ホーム2面2線を持つ地上駅で、橋上駅舎を有する。分岐器や絶対信号機がない停留所に分類される。改札口は1ヶ所のみ。
王寺駅が管理している直営駅で、ICカード乗車券「ICOCA」が利用することができる（相互利用可能ICカードはICOCAの項を参照）。

### のりば
| のりば | 路線     | 方向 | 行先                   |
| ------ | -------- | ---- | ---------------------- |
| 1      | 大和路線 | 上り | 奈良・加茂方面         |
| 2      | 大和路線 | 下り | 王寺・天王寺・大阪方面 |

- 上表の路線名は旅客案内上の名称（愛称）で表記している。

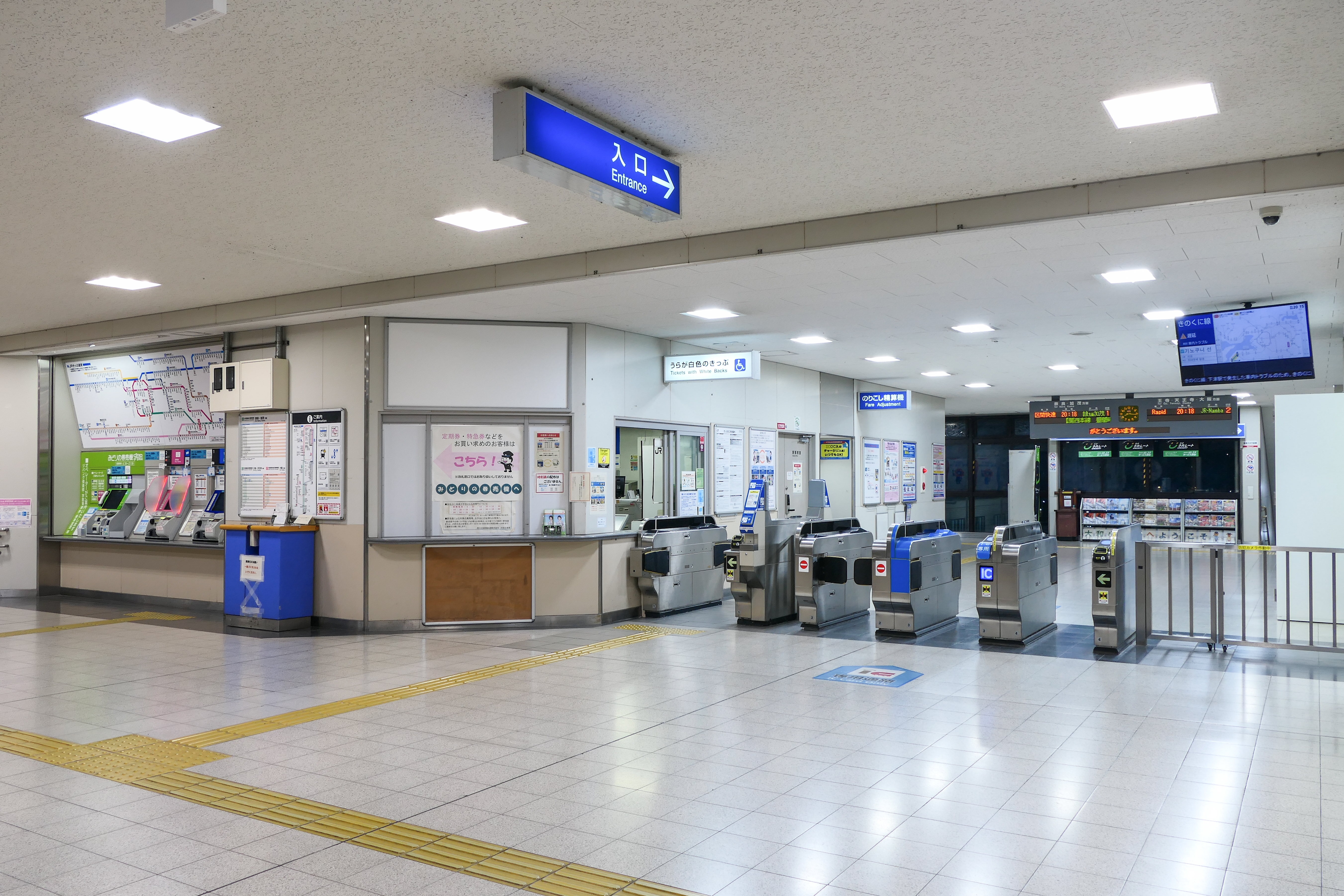
改札口（2023年11月）
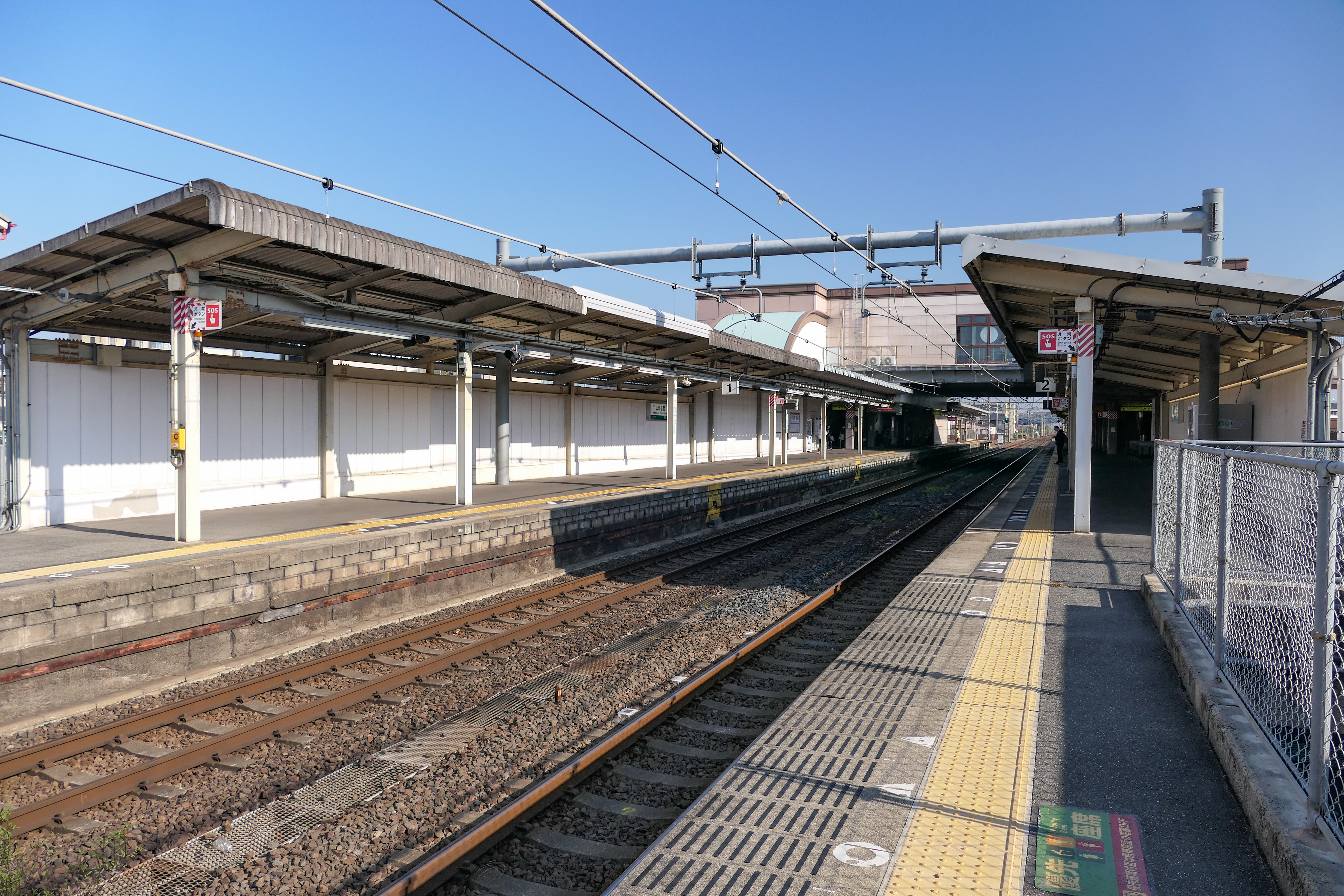
ホーム（2023年11月）

## 利用状況
2023年（令和5年）度の1日平均乗降人員は14,110人である。奈良県内にあるJRの駅では、奈良駅に次ぐ3位である。また、王寺駅〜奈良駅間では最も多い。
各年度の1日平均乗車人員は以下の通りである。
| 年度   | 1日平均 乗車人員 |
| ------ | ---------------- |
| 1997年 | 8,624            |
| 1998年 | 8,621            |
| 1999年 | 8,456            |
| 2000年 | 8,383            |
| 2001年 | 8,473            |
| 2002年 | 8,498            |
| 2003年 | 8,591            |
| 2004年 | 8,591            |
| 2005年 | 8,634            |
| 2006年 | 8,593            |
| 2007年 | 8,405            |
| 2008年 | 8,338            |
| 2009年 | 8,023            |
| 2010年 | 7,921            |
| 2011年 | 7,917            |
| 2012年 | 8,001            |
| 2013年 | 8,033            |
| 2014年 | 7,898            |
| 2015年 | 7,983            |
| 2016年 | 8,006            |
| 2017年 | 7,957            |
| 2018年 | 7,912            |
| 2019年 | 7,798            |
| 2020年 | 6,312            |

## 駅周辺

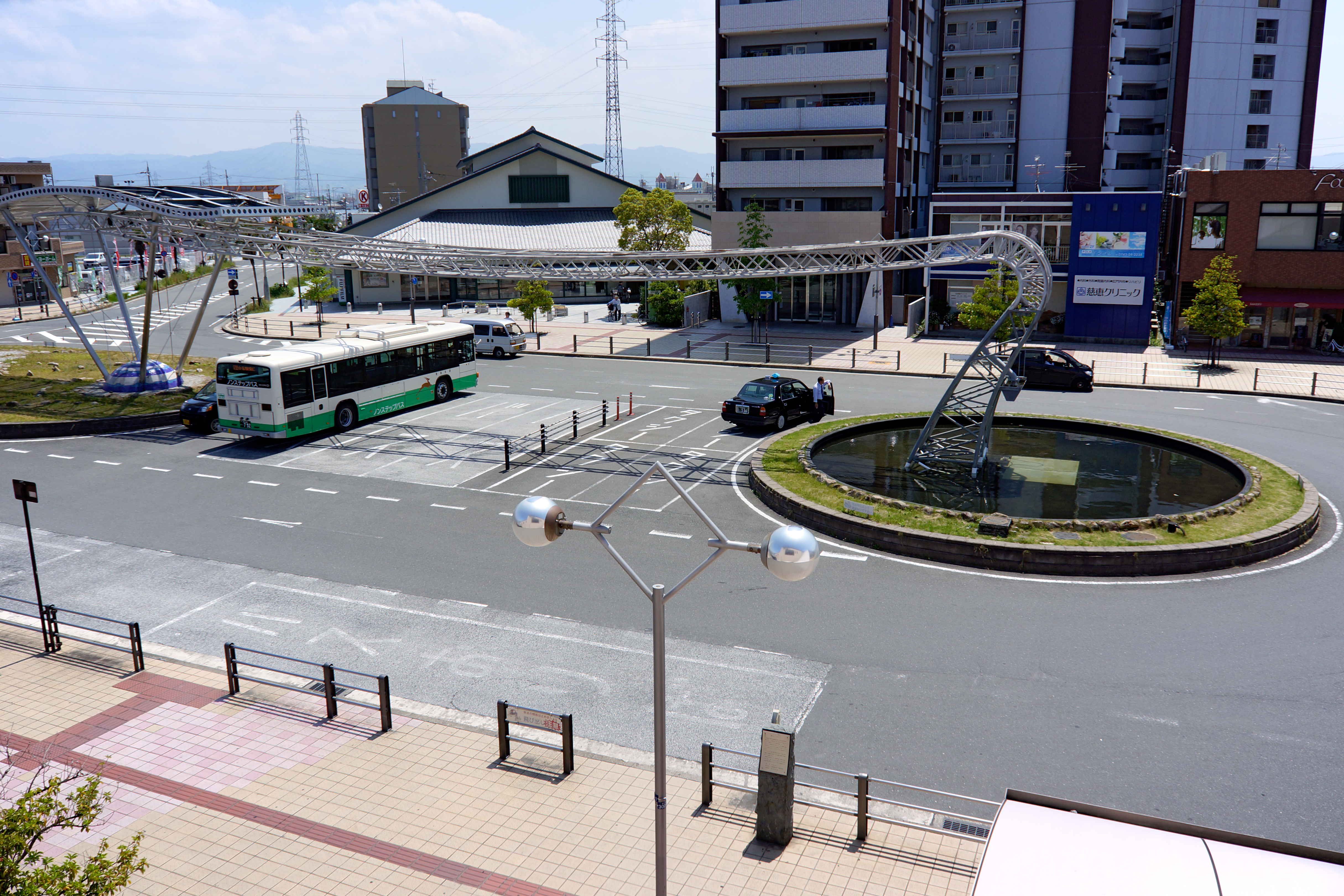
駅東広場（2013年5月）

以前は駅の西側に小規模なロータリーを有するのみで、平日の朝は通勤・通学客を乗せたバスや自家用車で大変混雑していたが、現在は東側に新たに大規模なロータリーが設けられている。駅の南東側には昭和工業団地が広がり、それらへの通勤客も多いほか、奈良学園などの周辺学校への通学生も多い。
- 富雄川
- 国道25号
- 大和中央道
- 慈光院[1]
- 金輪院
- 松尾寺
- 小泉神社
- 昭和工業団地[1]
- パナソニック
- フォレオタウンつつい
- ヤマト運輸奈良主管支店
- オートバックス大和郡山店
- 味覚糖奈良工場
- ワンカルビ大和郡山店
- ラッキーやまと小泉店（スーパーマーケット）
- 奈良信用金庫 小泉支店
- エディオン大和小泉店
  - スーパーセンタートライアル大和小泉店（エディオン2F）
- ロピア大和郡山店
- 近畿日本鉄道橿原線・筒井駅 - 東へ約1.5km
- 近畿日本鉄道橿原線・平端駅 - 南東へ約3km

## バス路線
「大和小泉駅」停留所にて、奈良交通やエヌシーバスの路線が発着する。なお、以下は2018年5月1日現在のものを記述する。
東口1番のりば
- 71・72：近鉄郡山駅
- 73：矢田山町

東口2番のりば
- 文：奈良学園 ※急行

西口のりば
- 81：法隆寺駅 ※土曜1便のみ

## 隣の駅
西日本旅客鉄道（JR西日本）
 大和路線（関西本線） 
- 通勤特急「らくラクやまと」停車駅（大阪環状線経由）

■大和路快速・■直通快速・■快速・■区間快速・■普通
郡山駅 (JR-Q34) - 大和小泉駅 (JR-Q33) - 法隆寺駅 (JR-Q32)